# Boluochia
Boluochia is een geslacht van uitgestorven vogels uit het Vroeg-Krijt van het huidige China, behorend tot de Enantiornithes. De enige benoemde soort Boluochia zhengi.
In september 1990 vond Zhou Zhonghe drie vogelskeletten bij het dorp Boluochi.
In 1995 benoemde en beschreef hij een van de skeletten als de typesoort Boluochia zhengi. De geslachtsnaam is afgeleid van Boluochi. De soortaanduiding eert professor Zheng Zuoxin.
Het holotype IVPP V 9770 is gevonden in een laag van de Yixianformatie die dateert uit het Aptien. Het bestaat uit een gedeeltelijk skelet met schedel. Bewaard zijn gebleven: de snuitpunt, een stuk van de onderkaken, het borstbeen, delen van het bekken en beide achterpoten. Deze zijn slechts bewaard als een natuurlijk afgietsel. Het gaat om een volwassen exemplaar. Het fossiel is slechts 115 millimeter lang.
Zhou dacht eerst dat er een haakvormige bovensnavel aanwezig was. Boluochia werd zo vaak afgebeeld als een zeer kleine roofvogel met een korte kop. In 2011 bleek uit een studie dat het exemplaar fout geïnterpreteerd was. De haaksnavel was een gevolg van vervorming; de kop was vermoedelijk langwerpig. Er waren geen verschillen met Longipteryx te ontdekken buiten de kleine omvang en het feit dat het vierde middenvoetsbeen onderaan naar buiten gebogen was. Dit was Michael Mortimer al in 2001 opgevallen. Boluochia werd echter in 2011 gehandhaafd als een geldig taxon.
Zhou plaatste Boluochia in de Eniantiornithes. In 2006 benoemde hij een eigen Boluochidae. In 2011 echter werd Boluochia in de Longipterygidae geplaatst.